# Ambassade de France en République démocratique allemande
Ne doit pas être confondu avec Ambassade de France en Allemagne.
L'ambassade de France en République démocratique allemande était la représentation diplomatique de la République française auprès de la République démocratique allemande. Elle était située au no 40, avenue Unter den Linden à Berlin, la capitale du pays.

## L'ambassade
L'ambassade se situait à Berlin, au no 40 de l'avenue Unter den Linden dans un immeuble ancien situé en face de l'Opéra comique et qui fut construit en 1907/1908 selon les plans de l'architecte Kurt Berndt pour y abriter le siège berlinois de la Compagnie Internationale des Wagons-Lits (les diplomates français partagèrent d'ailleurs l'immeuble avec leurs homologues italiens, ainsi qu'avec la Chambre du commerce extérieur de la RDA (de) et le siège de la VEB Metallaufbereitung, un combinat métallurgique).
Depuis la réunification allemande et l'inauguration d'une nouvelle ambassade auprès de la République fédérale d'Allemagne sur son site historique de Pariser Platz, les locaux de la représentation diplomatique auprès de l'ancien régime communiste, sont désormais occupés par, notamment, une agence de voyages et une librairie.

## Histoire
La reconnaissance de l'existence de la RDA par la France le 9 février 1973, nécessite l'ouverture d'une nouvelle ambassade auprès de ce pays. Celle-ci est ouverte, après plus d'un an de tractation. En 1990, la réunification allemande entrainera sa fermeture définitive.

## Liste des ambassadeurs de France en RDA
| De   | A    | Ambassadeur                      |
| ---- | ---- | -------------------------------- |
| 1973 | 1974 | Jacques Jessel (de)              |
| 1974 | 1976 | Bernard Guillier de Chalvron     |
| 1976 | 1981 | Henry Bayle                      |
| 1981 | 1981 | Xavier Marie du Cauzé de Nazelle |
| 1981 | 1986 | Maurice Deshors                  |
| 1986 | 1990 | Joëlle Timsit (en)               |

## Sources
- Cet article est partiellement ou en totalité issu de l'article intitulé « Ambassade de France en Allemagne » (voir la liste des auteurs).